# Campeonato Mundial de Biatlón de 1983
El XXI Campeonato Mundial de Biatlón se celebró en la localidad alpina de Anterselva (Italia) entre el 23 y el 27 de febrero de 1983 bajo la organización de la Unión Internacional de Biatlón (IBU) y la Federación Italiana de Deportes de Invierno. 

## Resultados

### Masculino
| Evento                     | Oro                                                                             | Plata                                                                       | Bronce                                                                            |
| -------------------------- | ------------------------------------------------------------------------------- | --------------------------------------------------------------------------- | --------------------------------------------------------------------------------- |
| 10 km velocidad (26.02)    | Eirik Kvalfoss · Noruega · 31:12,3                                              | Peter Angerer RFA 31:31,2                                                   | Alfred Eder · Austria · 31:45,5                                                   |
| 20 km individual (23.02)   | Frank Ullrich RDA 1:05:00,9                                                     | Frank-Peter Roetsch RDA 1:05:17,8                                           | Peter Angerer RFA 1:06:57,3                                                       |
| Relevos 4 × 7,5 km (27.02) | URSS Algimantas Šalna Yuri Kashkarov Piotr Miloradov Serguei Bulyguin 1:36:48,5 | RDA Frank Ullrich Mathias Jung Matthias Jacob Frank-Peter Roetsch 1:38:04,7 | Noruega · Kjell Søbak · Eirik Kvalfoss · Odd Lirhus · Øivind Nerhagen · 1:41:27,1 |

## Medallero
| Núm. | País    | Oro | Plata | Bronce | Total |
| ---- | ------- | --- | ----- | ------ | ----- |
| 1    | RDA     | 1   | 2     | 0      | 3     |
| 2    | Noruega | 1   | 0     | 1      | 2     |
| 3    | URSS    | 1   | 0     | 0      | 1     |
| 4    | RFA     | 0   | 1     | 1      | 2     |
| 5    | Austria | 0   | 0     | 1      | 1     |
|      | TOTAL   | 3   | 3     | 3      | 9     |